# Laurin & Klement G
Laurin & Klement G byl osobní a nákladní vůz vyráběný firmou Laurin & Klement od roku 1908 do roku 1909. Dodával se jako faéton, limuzína, landulet, voiturette, dodávka, sanitka a sportovní vůz. Byl dvoumístný nebo čtyřmístný.
Motor byl řadový čtyřválec s rozvodem SV a objemem 1555 cm³, bul uložen vpředu a poháněl zadní kola. Měl výkon 11 kW (15 koní), zdvih 88 mm a vrtání 75 mm. Tuhá náprava měla listová pera, rozchod kol byl 1200 mm vpředu i vzadu. Vůz dosahoval rychlosti 55 – 60 km/h. U dvoudveřových vozů byl rozvor 2260 mm a hmotonost 650 kg, čtyřdveřové měly rozvor 2600 mm a vážily 750 kg.
Celkem se vyrobilo 102 kusů.